# طوي القويرة (نزوى)
طوي القويرة منطقة سكنية تقع في ولاية نزوى، التابعة لمحافظة الداخلية في سلطنة عمان. يقدر عدد سكانها بـ 25 نسمة حسب إحصاء عام 2010 التابع للمركز الوطني للإحصاء والمعلومات الحكومي. رمز المنطقة هو 50140187.

## الوصلات الخارجية
- المركز الوطني للإحصاء والمعلومات، سلطنة عمان